# Fürthen
Fürthen település Németországban, Rajna-vidék-Pfalz tartományban. Lakosainak száma 1217 fő (2023. december 31.).

## Népesség
A település népességének változása:
| Lakosok száma | 946  | 1143 | 1160 | 1179 | 1219 | 1217 |
|               | 1975 | 2017 | 2019 | 2021 | 2022 | 2023 |